# Giorgio IV di Georgia
Giorgio IV di Georgia, in georgiano გიორგი IV?, giorgi IV (della dinastia Bagration; 1191 – 1223), fu re di Georgia dal 18 gennaio 1213 al 1222/23.
Figlio della regina Tamara di Georgia, fu dichiarato co-regnante con sua madre nel 1207. Continuò la politica di rafforzamento dello stato feudale già iniziata dalla madre. Nel 1210 sedò le rivolte negli stati musulmani vassalli e dieci anni dopo iniziò la preparazione di un'operazione militare su larga scala contro Gerusalemme in favore dei crociati.
Tuttavia, l'arrivo dei mongoli presso i confini georgiani costrinse il sovrano a rimandare i piani per Gerusalemme. Fra il 1221 e il 1222 le armate mongole sconfissero due eserciti georgiani, prima di lasciare il Caucaso; i georgiani subirono gravi perdite ed anche Giorgio IV rimase gravemente ferito. Il sovrano georgiano morì l'anno seguente proprio a causa dei postumi di guerra.
Giorgio IV è anche noto per le sue larghe vedute su molti temi politici, tali da causargli l'inimicizia del clero e di parte della nobiltà, che rifiutarono di riconoscerne il matrimonio con una giovane donna non nobile e lo costrinsero al divorzio, sebbene poi il sovrano georgiano non si sia risposato.

## Ascendenza
|                        |                       |                      | Genitori |  |  | Nonni |  |  | Bisnonni |  |  | Trisnonni |  |
|                        |                       |                      |          |  |  |       |  |  | …        |  |  | …         |  |
|                        |                       |                      |          |  |  |       |  |  | …        |  |  | …         |  |
|                        |                       | …                    |          |  |  |       |  |  | …        |  |  |           |  |
| …                      |                       |                      |          |  |  |       |  |  | …        |  |  |           |  |
|                        |                       | …                    | …        |  |  |       |  |  |          |  |  |           |  |
|                        |                       | …                    | …        |  |  |       |  |  |          |  |  |           |  |
|                        |                       | …                    | …        |  |  |       |  |  |          |  |  |           |  |
| Davide Soslani         |                       | …                    |          |  |  |       |  |  |          |  |  |           |  |
|                        |                       | …                    | …        |  |  |       |  |  |          |  |  |           |  |
|                        |                       | …                    | …        |  |  |       |  |  |          |  |  |           |  |
|                        |                       | …                    | …        |  |  |       |  |  |          |  |  |           |  |
| …                      |                       | …                    |          |  |  |       |  |  |          |  |  |           |  |
|                        |                       | …                    | …        |  |  |       |  |  |          |  |  |           |  |
|                        |                       | …                    | …        |  |  |       |  |  |          |  |  |           |  |
|                        |                       | …                    | …        |  |  |       |  |  |          |  |  |           |  |
| Giorgio IV di Georgia  |                       | …                    |          |  |  |       |  |  |          |  |  |           |  |
|                        | Demetrio I di Georgia | Davide IV di Georgia |          |  |  |       |  |  |          |  |  |           |  |
|                        | Demetrio I di Georgia | Davide IV di Georgia |          |  |  |       |  |  |          |  |  |           |  |
|                        | Demetrio I di Georgia | …                    |          |  |  |       |  |  |          |  |  |           |  |
| Giorgio III di Georgia | Demetrio I di Georgia |                      |          |  |  |       |  |  |          |  |  |           |  |
|                        |                       | …                    | …        |  |  |       |  |  |          |  |  |           |  |
|                        |                       | …                    | …        |  |  |       |  |  |          |  |  |           |  |
|                        |                       | …                    | …        |  |  |       |  |  |          |  |  |           |  |
| Tamara di Georgia      |                       | …                    |          |  |  |       |  |  |          |  |  |           |  |
|                        |                       | Khuddan degli Osi    | …        |  |  |       |  |  |          |  |  |           |  |
|                        |                       | Khuddan degli Osi    | …        |  |  |       |  |  |          |  |  |           |  |
|                        |                       | Khuddan degli Osi    | …        |  |  |       |  |  |          |  |  |           |  |
| Burdukhan d'Alania     |                       | Khuddan degli Osi    |          |  |  |       |  |  |          |  |  |           |  |
|                        |                       | …                    | …        |  |  |       |  |  |          |  |  |           |  |
|                        |                       | …                    | …        |  |  |       |  |  |          |  |  |           |  |
|                        |                       | …                    | …        |  |  |       |  |  |          |  |  |           |  |
|                        |                       | …                    |          |  |  |       |  |  |          |  |  |           |  |